# Nicias (peintre)
Pour le général, voir Nicias.
Nicias (en grec ancien : Νικίας) est un peintre athénien, actif au IVe siècle av. J.-C.

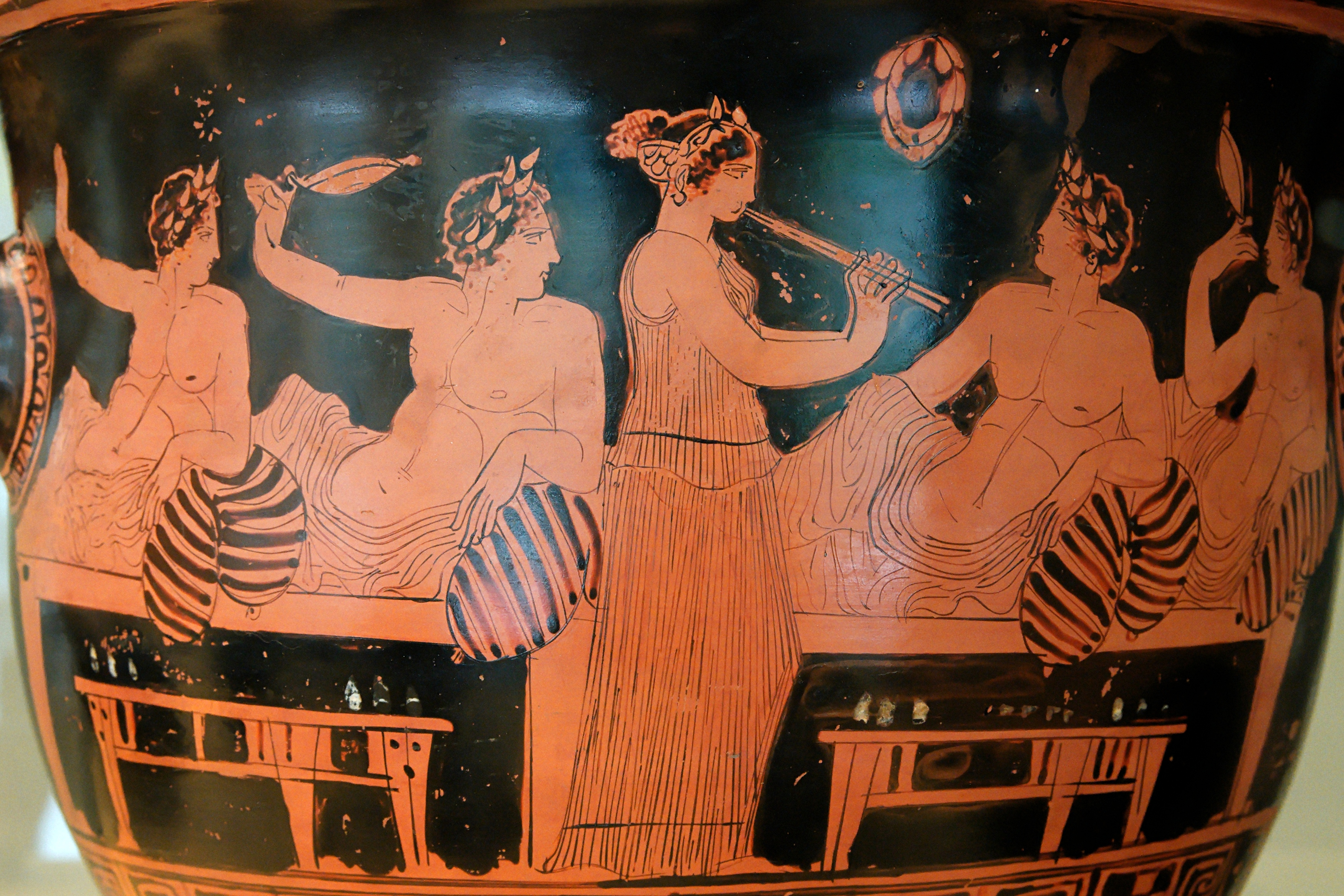
Banqueteurs jouant au cottabe pendant qu'une musicienne joue de l'aulos, cratère en cloche du peintre Nicias, Musée national archéologique, Madrid

## Notice historique
Il avait inventé un procédé d'encaustique (γάνωσις / gánôsis) qui rendait les couleurs plus brillantes et plus durables, et serait le peintre qu'employa Praxitèle pour vernir à la cire ses marbres, ou les rehausser de couleurs. On admirait comme ses chefs-d'œuvre un Alexandre, une Pythonisse et un Hyacinthe. Plutarque le considère comme un des maîtres les plus célèbres de la peinture athénienne. Pline situe l'apogée de son art dans la CXIIe olympiade (-332/-329).